# Phu nhân Montessu
Pauline Euphrosine Paul (5 tháng 6 năm 1803, Marseille – 1 tháng 8 năm 1877, Amiens), họ sau kết hôn là Montessu, nên còn gọi là Phu nhân Montessu, là một vũ công người Pháp. Bà là em gái và cũng là học trò của nam vũ công nổi tiếng Paul, còn gọi là « Aérien », bà bắt đầu lập nghiệp tại Lyon và sau đó là ở Bordeaux, trước khi trúng tuyển vào viện Ballet Opéra tại Paris, là nơi bà bắt đầu khiêu vũ với anh trai của mình ngày 17/7/1820. Những năm sau đó, bà kết hôn với nam vũ công Laurent François Alexandre Montessu.
Bà là nữ vũ công đầu tiên từ năm 1836, năm mà bà được dựa vào lương hưu.
Bà đã nhận được vai diễn trong vở Cô gái không được coi giữ (năm 1828) và Manon Lescaut của Jean-Pierre Aumer (năm 1830).